# デイヴィッド・スティルウェル

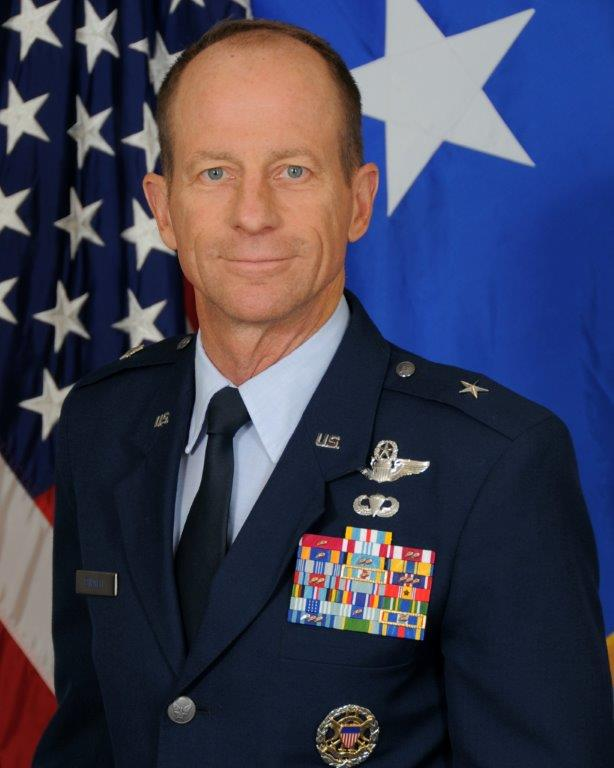
空軍准将時代のスティルウェル（2014年9月）

デイヴィッド・スティルウェル（英語: David R. Stilwell）は、アメリカ合衆国の外交官。元軍人。
空軍出身者で東アジア勤務経験が豊富であることから、2019年にアメリカ合衆国国務次官補（東アジア・太平洋担当）に抜擢された。韓国語と中国語に堪能、中国語での名前は史 達偉（ス・ダウェイ）。日本語はあいさつ程度だが、娘が日本の慶應義塾大学に留学しており親日家とされている。

## 経歴

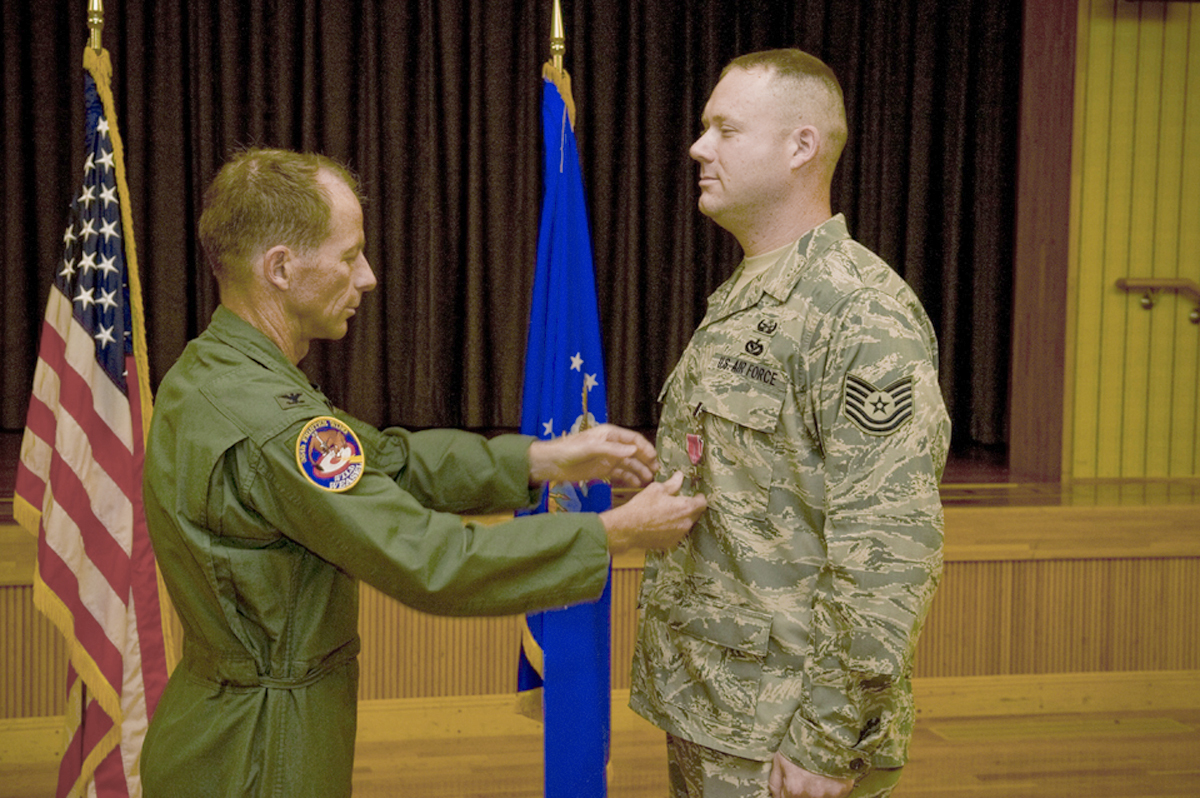
日本・青森県三沢基地における第35戦闘航空団司令官を務めるスティルウェル大佐

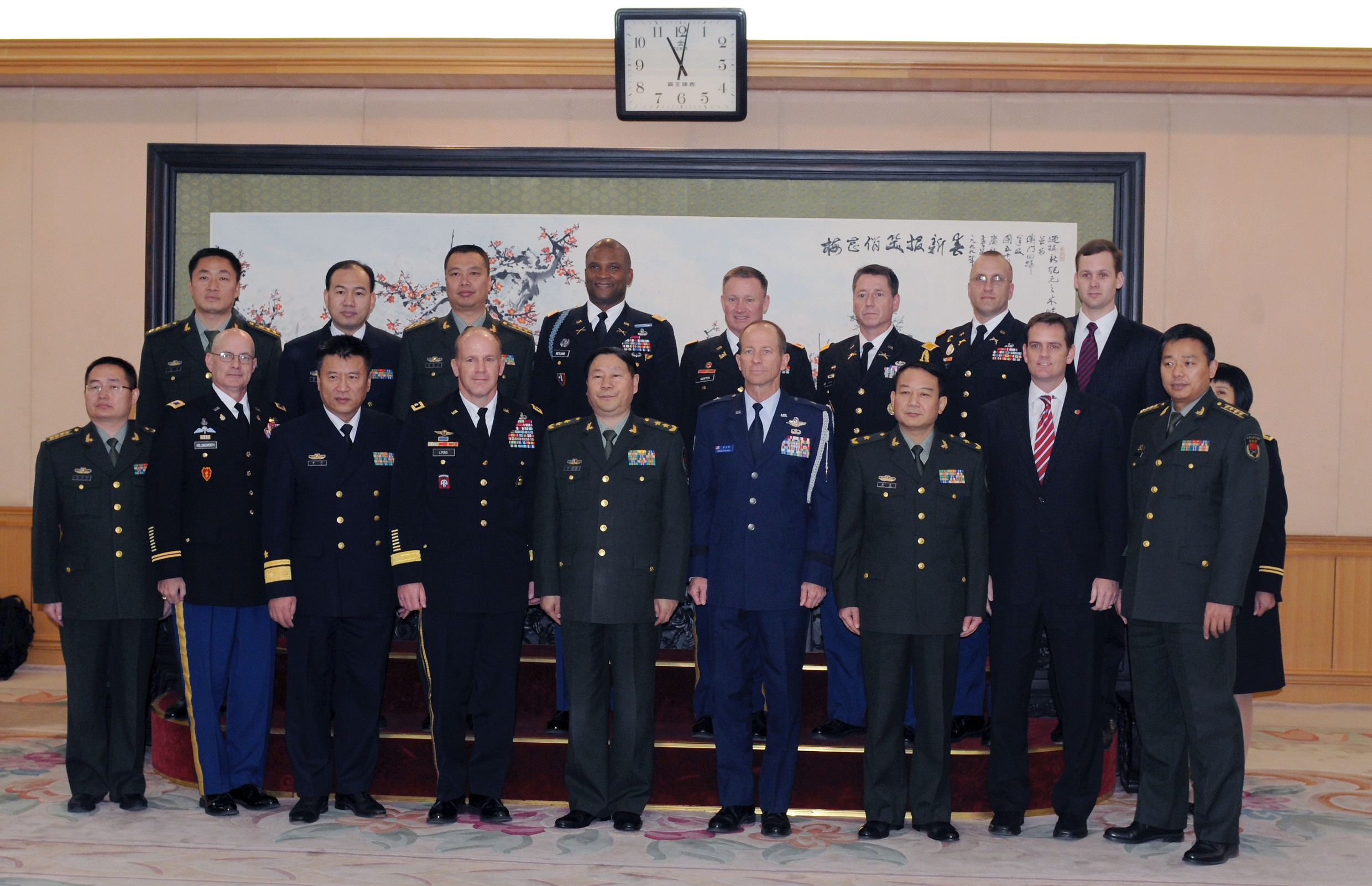
中国・北京駐在武官として勤務するスティルウェル准将（2012年）

1980年にアメリカ空軍に入隊、1983年まで大韓民国の烏山空軍基地で勤務した。米国空軍士官学校で歴史を学び（1987年卒業）、ハワイ大学マノア校でアジア学と中国語を学んだ（1988年卒業）。1993年-1995年にはF-16 (航空機)パイロットとして群山空軍基地で勤務した。2008年-2010年、三沢基地の第35戦闘航空団の司令官に就任。2011年-2013年には、在中華人民共和国大使館の駐在武官を経験。その後、アメリカ国防総省のアジア戦略立案部門の幹部となり、2015年に予備役となっていた。
2018年10月17日、ドナルド・トランプ政権下のアメリカ合衆国国務次官補（東アジア・太平洋担当）に指名。このポストは、前任のスーザン・ソーントン（次官補代行）が2018年7月に退任以降空席であった。2019年3月、アメリカ上院は聴聞会を開催。2019年6月13日、上院は次官補の承認案を可決した。
2019年7月11日-14日、外務次官補として初来日。外務省、防衛省、国家安全保障会議の担当者ら日米同盟、北朝鮮、イラク問題について協議。その後フィリピン、韓国、タイを訪問した。韓国では、日韓関係が輸出管理の問題で冷却化が進んでいたこともあり、両国の関係が話題となったと見られているが、日本側からは「（アメリカは）日韓関係を仲介しない」との報道が行われたことに対し、韓国側では「（アメリカは）韓日問題の解決を支援」との報道が行われるなど内容にはズレが見られた。
2019年11月、訪韓を前に日本のNHKのインタビューに応じ、「韓国が（日韓秘密軍事情報保護協定破棄を）決定を再考する時間はまだある。韓国にとどまるよう説得を続けたい」と語り、韓国側を説得する意欲を見せた。11月5日-7日のスケジュールで、防衛費の負担金増を求める国務省のキース・クラック国務次官（経済成長・エネルギー・環境担当）、ジェームス・デハート防衛費分担金特別協定交渉首席代表らと訪韓。スティルウェルは、金鉉宗国家安全保障室第2次長などに会い、日韓秘密軍事情報保護協定などの懸案について協議したが、韓国側の見解を覆すには至らなかった。